# Lijst van personen uit Belfast
Dit is een chronologische lijst van personen uit Belfast. Ze zijn in deze Noord-Ierse plaats geboren.

## Geboren in Belfast

### Voor 1900
- William Thomson (1824-1907), Iers-Schots natuurkundige
- John Stanley Gardiner (1872–1946), zoöloog en oceanograaf
- C.S. Lewis (1898-1963), schrijver en christelijk apologeet

### 1900–1939
- Chaim Herzog (1918-1997), Brits militair, Israëlisch diplomaat en president
- Phil Solomon (1924-2011), impresario en zakenman
- Heather Harper (1930-2019), sopraanzangeres
- James Greene (1931-2021), acteur
- Paddy Hopkirk (1933-2022), rallyrijder
- Ronnie Carroll (1934-2015), zanger
- Tommy Robb (1934-2024), motorcoureur
- George Cassidy (1936-2023), jazzmuzikant
- Gerry Langley (1939), zanger en songwriter

### 1940–1949
- Terry Neill (1942-2022), voetballer en voetbaltrainer
- Kenneth Montgomery (1943-2023), dirigent
- Betty Williams (1943-2020), vredesactiviste en Nobelprijswinnares (1976)
- Mairead Corrigan (1944), vredesactiviste en Nobelprijswinnares (1976)
- David Trimble (1944-2022), politicus en Nobelprijswinnaar (1998)
- David McWilliams (1945-2002), zanger
- Van Morrison (1945), zanger, tekstschrijver en gitarist
- George Best (1946-2005), voetballer
- John Marshall Watson (1946), autocoureur
- Gerry Adams (1948), politicus
- Alex Higgins (1949-2010), snookerspeler

### 1950–1959
- Denis Donaldson (1950-2006), politicus en spion
- Dolours Price (1950-2013), IRA lid
- Mary McAleese (1951), president van Ierland (1997-2011)
- Joe McDonnell (1951-1981), hongerstaker
- Gary Moore (1952-2011), musicus
- Ciarán Hinds (1953), acteur
- Alister McGrath (1953), theoloog
- Hugh Russell (1959-2023), bokser

### 1960–1969
- Kenneth Branagh (1960), filmregisseur en acteur
- Anna Burns (1962), schrijfster
- Norman Whiteside (1965), voetballer
- Felix Maginn (1969), zanger en gitarist

### 1970–1979
- David McCann (1973), wielrenner
- Warren Christie (1975), Canadees acteur
- Steve Cavanagh (1976), schrijver en advocaat
- Michael Duff (1978), voetballer

### 1980–1989
- Martin McCann (1983), acteur
- Stephen Hagan (1985), acteur
- Jenn Murray (1986), actrice
- Jonny Evans (1988), voetballer
- Craig Cathcart (1989), voetballer

### 1990–1999
- Corry Evans (1990), voetballer
- Lyra McKee (1990-2019), journaliste en schrijver
- Conor McLaughlin (1991), voetballer
- Ryan McLaughlin (1994), voetballer